# Parafia Narodzenia Najświętszej Maryi Panny w Trabach
Parafia Narodzenia Najświętszej Maryi Panny w Trabach (biał. Парафія Нараджэння Найсвяцейшай Панны Марыі у Трабах) – parafia rzymskokatolicka w Trabach. Należy do Dekanatu Iwie diecezji grodzieńskiej. Została utworzona w 1410 roku.

## Historia
W roku 1534 wojewoda wileński Olbracht Gasztołd, ufundował nowy drewniany kościół pw. Narodzenia Najświętszej Maryi Panny i tak nazywa się do dziś. W 1669 roku parafia wchodziła w skład dekanatu oszmiańskiego diecezji wileńskiej. W 1744 roku była to prepozytura, do której należało 15 miejscowości. W 1781 roku liczyła 2237 wiernych. W 1784 roku proboszczem był ks. Andrzej Rodkiewicz, kanonik inflandzki i smoleński. W 1860 roku parafia leżała w dekanacie wiszniewskim. Miała filię w Tankowszczyźnie. W 1872 roku liczyła 4350 wiernych, a 20 lat później 3986.
Obecny kościół w stylu neogotyckim budowano w latach 1900-1905. Jego fundatorem był ówczesny proboszcz ks. Paweł Suchocki, a konsekracja kościoła odbyła się w 1928 roku. Wikariuszem w parafii był ks. Aleksander Astramowicz, białoruski poeta znany pod pseudonimem Andrzej Zieziula. Tutaj zaczął mówić kazania w języku białoruskim.

### II wojna światowa
W latach 1940–1944 zginęło pięciu kolejnych księży pracujących w parafii. 22 maja 1940 roku proboszcz ks. Wacław Rodźko został podstępnie wezwany do chorego, po czym w okrutny sposób zamordowany przez sowieckich partyzantów. 24 czerwca 1941 roku zginął wikariusz ks. Stanisław Zubkowicz. Według jednego źródła został rozstrzelany przez hitlerowców. Według historyka ks. Tadeusz Krahela został zastrzelony przez napotkanych żołnierzy sowieckich, gdy jechał rowerem do kościoła, aby odprawić nabożeństwo czerwcowe. We wrześniu 1942 roku Niemcy aresztowali proboszcza ks. Franciszka Cybulskiego. Został rozstrzelany jako zakładnik 10 marca 1943 roku w Lidzie. Spoczywa na cmentarzu lidzkim w dzielnicy Słobódka. Następnie administrator parafii ks. Roman Misiewicz został zamęczony przez partyzantów sowieckich i zmarł 12 września 1943 roku. Ks. Piotra Orańskiego zabili sowieci w 1944 roku i jest pochowany w Holszanach. Przy kościele znajdują się groby ks. Wacława Rodźko, ks. Stanisława Zubkowicza i ks. Romana Misiewicza. 

### Okres powojenny
Kolejny proboszcz Alfons Radkiewicz w 1966 roku został zmuszony do wyjazdu do Polski. W latach 1967–1971 próbowano zamknąć kościół, lecz parafianie stanęli w jego obronie. W latach 1971–1973 do kościoła dojeżdżał ks. Kozłowski z Borun, a w latach 1973-1983 ks. Władysław Czerniawski z Wiszniewa.

## Proboszczowie parafii od 1859 roku
| imię i nazwisko                     | daty urzędowania |
| ----------------------------------- | ---------------- |
| Ks. Leonard Dabrowski (c)           | 1859 – 1860      |
| Ks. Paweł Suchocki                  | 1871–1892        |
| Ks. Michał Boryk                    | 1932–1933        |
| Ks. Teofil Pryszmont                | 1937–1938        |
| Ks. Wacław Rodźko                   | 1938 – 1940      |
| Ks. Franciszek Cybulski             | 1940–1943        |
| Ks. Roman Misiewicz (administrator) | 1942–1943        |
| Ks. Piotr Wojno-Orański             | 1943 – 1944      |
| Ks. Alfons Radkiewicz               | 1945–1966        |
| Ks. Antoni Jusiel                   | 1988–1995        |
| Ks. Wiktor Subiel                   | 1995 –           |